# أيمي فيليبس
أيمي فيليبس (بالإنجليزية: Aimee Phillips)‏ (6 مايو 1991 - ) هي لاعبة كرة قدم نيوزلندية في مركز الهجوم.

## وصلات خارجية
- أيمي فيليبس على موقع الاتحاد الأوربي (الإنجليزية)
- أيمي فيليبس على موقع قاعدة بيانات كرة القدم.إي يو (الإنجليزية)